# 신북면 (영암군)
신북면(新北面)은 대한민국 전라남도 영암군의 면이다. 넓이는 48.9 km2이고, 인구는 2011년 3월 31일을 기준으로 1,164세대 2,289명이다.

## 행정 구역
- 갈곡리
- 금수리
- 명동리
- 모산리
- 양계리
- 용산리
- 월지리
- 월평리
- 유곡리
- 이천리
- 장산리
- 학동리
- 행정리

## 교육
- 신북초등학교 (월평리)
  - 신북남분교 (폐교) - 신북면 들소리로 384-14 (학동리)
- 신북서초등학교 (폐교) - 신북면 양동주암길 27 (장산리)
- 신북중학교 (월평리)
- 전남에너지고등학교 (이천리)

## 지명 유래
영암군 11 읍면 중의 하나로 군의 북쪽에 위치하고, 동쪽은 본군의 금정면과 나주시 세지면(細枝面). 남쪽은 본군의 덕진면과 도포면, 서쪽은 본군의 시종면과 나주시 반남면(潘南面). 북으로는 나주시 세지면과 왕곡면과 접경을 이루고 있다. 행정구역 개편(1914년) 이전에는 군의 북쪽 끝자리에 있다 하여 북이종면(北二終面)이라 하여 수현(水峴)등 65개 마을을 관할하고, 1914년 4월 1일 일제(日帝)시 행정구역의 통폐합에 따라 북일종면(北一終面)의 탑동(塔洞), 호산(虎山) 2 마을과 종남면(終南面)의 복용동(伏龍洞) 일부와 나주군에 속하였던 비음면(非音面)의 갈곡(葛谷), 종오(終吾), 우정(牛亭), 신월(新月), 연곡(蓮谷), 학동(鶴洞), 연동(連洞), 양계(兩溪), 백우(白羽), 금계(金溪), 서동(西洞), 유곡(酉谷), 모산(茅山), 방축(防築)의 14개 마을과 반남면(潘南面)의 평촌(坪村), 성덕(成德), 하촌(下村)의 일부, 그리고 세화면(細花面)의 황계(黃溪) 일부지역을 병합하여 신북면(新北面)이라 개칭하여 갈곡(葛谷), 학동(鶴洞), 양계(兩溪), 모산(茅山), 금수(金水), 유곡(酉谷), 장산(長山), 명동(明洞), 이천(梨泉), 월평(月坪), 행정(杏亭), 월지(月池)의 12개 법정리를 관활하다가 1973년 7월 1일 대통령령 제 6542호로 금정면에 속하였던 용산(龍山)리를 신북면으로 편입하여 13 개리를 관할하여 현재에 이르고 있다.